# 碳酰氟
碳酰氟是一种化合物，化学式COF2。这种气体与同构的光气一样，无色且有剧毒。该分子为平面构型，有C2v对称群。它的C=O键长为1.174 Å、C–F键长为1.312 Å、F–C–F键角为108.0°。

## 制备和性质
碳酰氟通常作为氟化烃热分解的一种分解产物产生，例如利用三氟甲醇或四氟甲烷在水的存在下的分解反应得到：
CF
4 + H
2O → COF
2 +2HF
碳酰氟也可通过氟化氢和光气的反应，或者一氧化碳的氧化反应制备，尽管后者往往会导致过度氧化成四氟化碳。用二氟化银氧化一氧化碳制备很方便：
CO +2AgF
2 → COF
2 +2AgF
碳酰氟对水不稳定，水解为二氧化碳和氟化氢：
COF
2 + H
2O → CO
2 +2HF

## 安全
碳酰氟是有毒的， 建议接触限制为2 ppm，8小时时间平均质量值，短期（15分钟平均值）暴露为5 ppm。